# Егвекинот
Егвекино́т (на руски: Эгвекинот; на чукчи: Ирвыкыннот) е селище от градски тип в Юлтински район, Чукотски автономен окръг, Русия. Разположено е на брега на залив Креста (Берингово море), 235 km североизточно от Анадир. Населението му към 2015 г. е 3034 души.

## История
Предполага се, че името на селището произлиза от чукчи и означава „висока твърда земя“. Археологически разкопки свидетелстват за обитаване на района на Егвекинот още от новокаменната епоха.
През 1937 г. в Юлтин биват открити големи залежи на многометални руди. Поради изолираното местоположение на селището, рудодобивът е силно затруднен. Взето е решение да се построи пристанище, което да улесни транспорта на руда. И така през 1946 г. Егвекинот е построен от затворници от ГУЛАГ. По-късно същата година, с кораб пристигат първите 1500 заселници на новото селище. Били са основно политически затворници и благодарение на тях е построена цялата инфраструктура на Егвекинот, близкото селище Озьорни, селището Юлтин както и пътищата свързващи тези селища. В днешно време село Озьорни е инкорпорирано в Егвекинот като микрорайон.

## Население
По-голямата част от населението на Юлтински район живее в Егвекинот.
| 1959 | 1970 | 1979 | 1989 | 2002 | 2009 | 2010 |
| ---- | ---- | ---- | ---- | ---- | ---- | ---- |
| 3015 | 3360 | 4657 | 5478 | 2413 | 2349 | 2790 |
| 2011 | 2012 | 2013 | 2014 | 2015 |      |      |
| 2297 | 2756 | 2734 | 2955 | 3034 |      |      |

### Етнически състав
По данни от преброяването през 1989 г., в Егвекинот живеят: 79% руснаци, 12% украинци, 2% беларуси и 2% коренни народи.

## Климат
| Климатични данни за Егвекинот      | Климатични данни за Егвекинот | Климатични данни за Егвекинот | Климатични данни за Егвекинот | Климатични данни за Егвекинот | Климатични данни за Егвекинот | Климатични данни за Егвекинот | Климатични данни за Егвекинот | Климатични данни за Егвекинот | Климатични данни за Егвекинот | Климатични данни за Егвекинот | Климатични данни за Егвекинот | Климатични данни за Егвекинот | Климатични данни за Егвекинот |
| Месеци                             | яну.                          | фев.                          | март                          | апр.                          | май                           | юни                           | юли                           | авг.                          | сеп.                          | окт.                          | ное.                          | дек.                          | Годишно                       |
| Средни максимални температури (°C) | −15,9                         | −19,3                         | −17                           | −10,4                         | −0,6                          | 6,9                           | 10,9                          | 9,5                           | 4,8                           | −3,3                          | −10,5                         | −16,4                         |                               |
| Средни температури (°C)            | −19,9                         | −23                           | −20,8                         | −14,6                         | −3,9                          | 3,7                           | 7,5                           | 6,6                           | 2,5                           | −6,1                          | −13,5                         | −20                           | −8,5                          |
| Средни минимални температури (°C)  | −23,9                         | −26,7                         | −24,6                         | −18,8                         | −7,1                          | 0,5                           | 4,2                           | 3,8                           | 0,2                           | −8,8                          | −16,5                         | −23,5                         |                               |
| Средни месечни валежи (mm)         | 26                            | 21                            | 9                             | 13                            | 15                            | 34                            | 65                            | 63                            | 45                            | 27                            | 27                            | 14                            | 359                           |
| ---------------------------------- | ----------------------------- | ----------------------------- | ----------------------------- | ----------------------------- | ----------------------------- | ----------------------------- | ----------------------------- | ----------------------------- | ----------------------------- | ----------------------------- | ----------------------------- | ----------------------------- | ----------------------------- |
| Източник: Meoweather               |                               |                               |                               |                               |                               |                               |                               |                               |                               |                               |                               |                               |                               |

## Транспорт
Егвекинот разполага с пристанище и летище.